# قرنية (صخور)

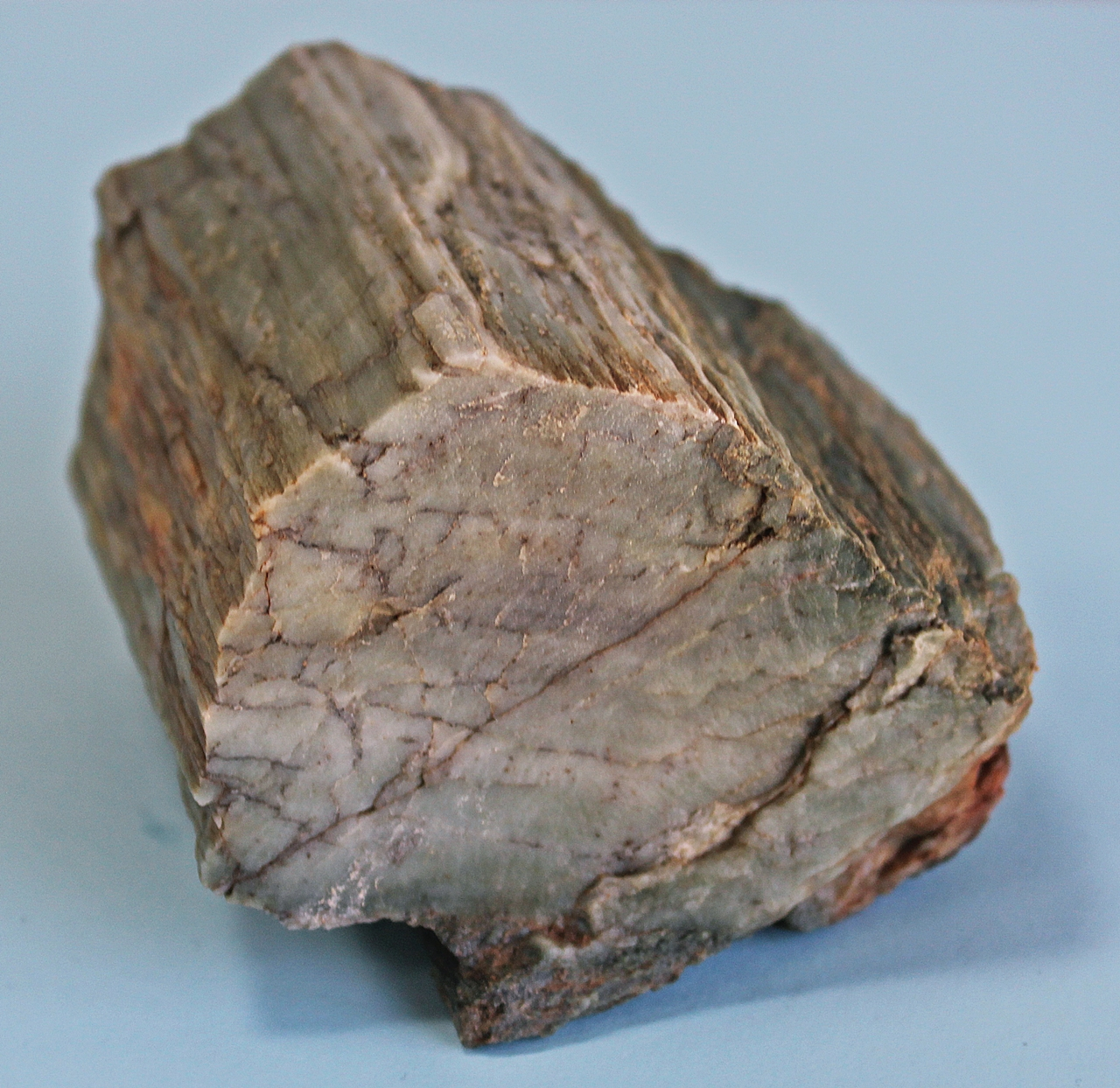
قرنية

القرنية (بالإنجليزية: Keratophyre)‏ عبارة عن صخرة بركانية ذات تكوين وسيط. على الرغم من تشابهها مع التراكيت، إلا أن مكون بلاجيوجلاز القرنية يكون أكثر ثراءً في الصوديوم من بلاجيوجلاز الموجود في التراكيت. تشكل القرنية تدفقات الحمم البركانية والتدخلات تحت البركانية (السدود والعتبات). يحدث القرنية على سبيل المثال، في هوتينرود في جبال هارز في ألمانيا وفي تلال بيروين في ويلز. يحدث طفة القرنية من العصر الديفوني في سورلاند (ألمانيا).
تم استخدام مصطلح قرنية الكوارتز تقليديًا في بلدان الشمال الأوروبي لوصف الصخور الباسطة المتحولة والفلسية، والتي تتوافق مع الريوليت أو الداسيت أو الريوداسيت وفقًا لمصطلحات IUGS.